# Austrofestuca hookeriana
Austrofestuca hookeriana är en gräsart som först beskrevs av Ferdinand von Mueller, och fick sitt nu gällande namn av Surrey Wilfrid Laurance Jacobs. Austrofestuca hookeriana ingår i släktet Austrofestuca och familjen gräs. Inga underarter finns listade i Catalogue of Life.